# McOptic
Mc Optik (Schweiz) AG ist eine Schweizer Augenoptikkette mit Sitz in Basel, die 1998 gegründet wurde. Das Unternehmen befand sich bis 2019 in Besitz der Graffiti Holding AG der Basler Familie Thaler. McOptic verfügt schweizweit über 62 Fachgeschäfte (Stand: September 2016), mit der Firmenexpansion ins Tessin wurde McOptic im Jahr 2010 die erste Kette der Optikbranche mit gesamtschweizerischer Filialtätigkeit. 2019 wurde McOptic von der Visilab-Gruppe übernommen.

## Geschichte
1998 wurde das erste Ladengeschäft in Olten eröffnet. Die Basis des Angebots war zu diesem Zeitpunkt der Verkauf von Korrekturbrillen zum Pauschalpreis (Brillenfassung und die Korrektur-Brillengläser zum Komplettpreis). Dieses Konzept gilt grundsätzlich auch heute noch. 2001 war McOptic die Augenoptikkette mit den meisten Filialen in der Deutschschweiz.
Nach zehnjährigem Bestehen verfügte McOptic im Jahr 2008 über 50 Filialen in der deutschen und französischen Schweiz und ist der erste schweizweit tätige Optiker. Seit 2016 verfügt McOptic über 62 Filialen in der ganzen Schweiz.

## Weitere Aktivitäten
Im Jahr 2010 begann ein gemeinsames Projekt des Schweizerischen Roten Kreuzes (SRK) und McOptic gegen die Armutsblindheit und gegen die Sehschwäche mittelloser Sehbedürftiger im afrikanischen Mali. Bereits im ersten Jahr wurde folgendes erreicht:
- Modernisierung der Augenabteilung im Regionalspital Timbuktu in Nord-Mali
- 1000 ophthalmologische Operationen
- 850 verhinderte Erblindungen durch Katarakt
- 4693 behandelte Patienten.

Im Jahr 2011 wurden ähnliche Behandlungszahlen erreicht und es konnte zudem eine neue
Werkstatt, für die Versorgung der Sehbedürftigen mit individuellen neuen Brillen, fertiggestellt werden. Zusätzlich übergab das Unternehmen dem SRK im Jahr 2010 kostenlos eine Anzahl neuer Brillenfassungen. Parallel zum Projekt in Mali unterstützte das Unternehmen auch andere Hilfsaktivitäten vom Schweizerischen Roten Kreuz, beispielsweise nach dem Erdbeben in Haiti 2010.